# Rágama
Rágama – gmina w Hiszpanii, w prowincji Salamanka, w Kastylii i León, o powierzchni 31,66 km². W 2011 roku gmina liczyła 250 mieszkańców.